# 贾法尔·帕纳希
贾法尔·帕纳希（波斯語：جعفر پناهی，羅馬化：Jafar Panahi，波斯語發音：[d͡ʒæˈfæɾ pænɒːˈhiː]；1960年7月11日—），伊朗电影导演、编剧、制片人和剪接师。伊朗新浪潮電影运动的代表人物。和另三位導演：亨利-喬治·克魯佐、米開朗基羅·安東尼奧尼以及勞勃·阿特曼為目前在國際三大影展均有獲獎的導演之一。

## 生平

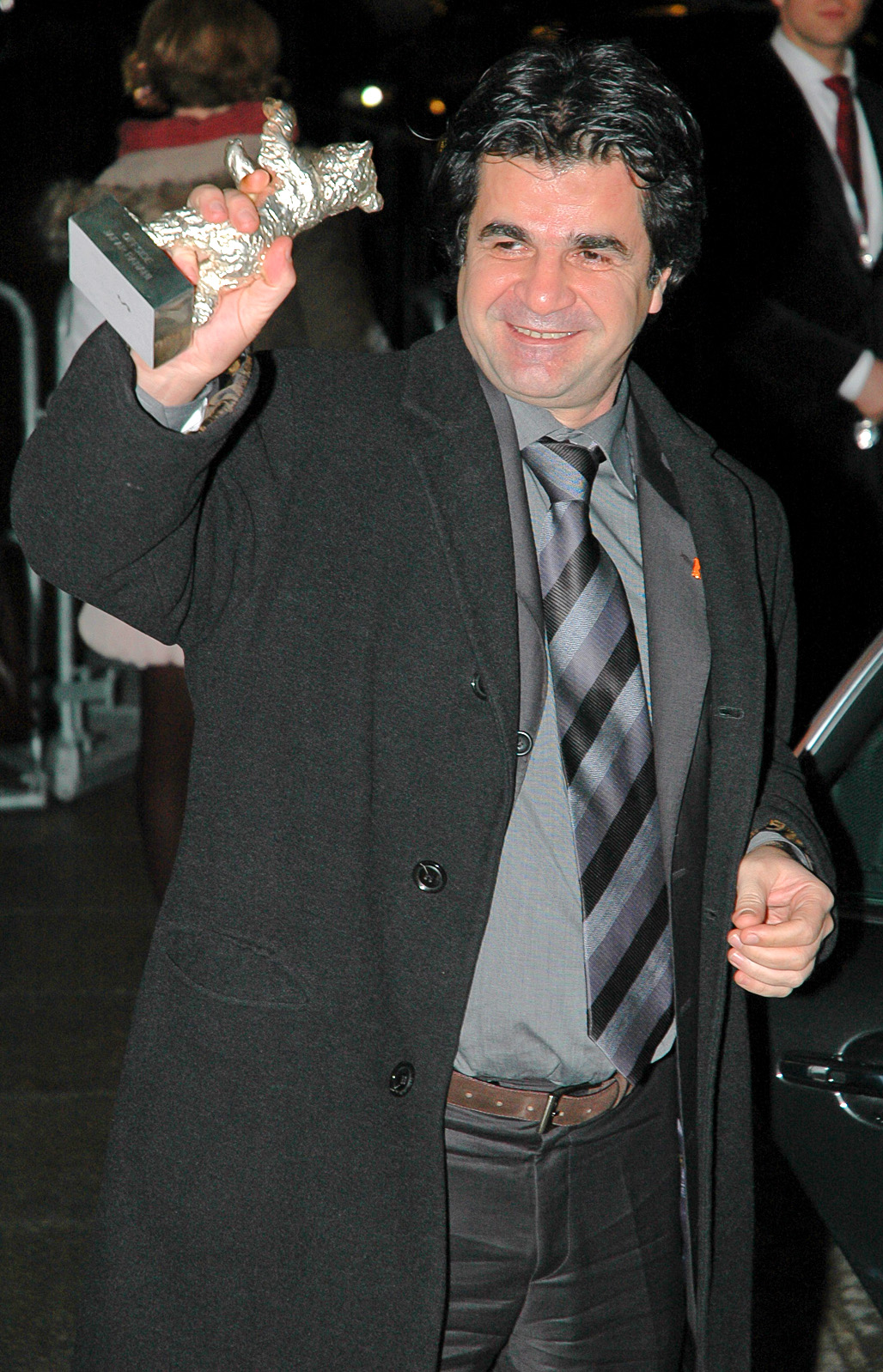
获得2006年柏林电影节最佳导演奖

贾法尔·帕纳希毕业于德黑兰的影视学院，曾担任电影大师阿巴斯·奇亞羅斯塔米的助理导演。
1995年他执导的首部作品《白氣球》为他赢得了第48屆坎城影展金摄影机奖。1997年他的第二部作品《誰能帶我回家》为他赢得了盧卡諾影展金豹奖和纽约影评人协会最佳外语片奖。他的第三部作品《生命的圆圈》描写伊朗社会对女性的歧视与压迫，收获了第57屆威尼斯影展金狮奖和費比西獎。
2003年的《血染的黃金》赢得第56屆坎城影展一种关注单元评审团奖。2006年作品《花樣足球少女》获得了第56屆柏林影展最佳导演银熊奖。2015年作品《計程人生》赢得第65屆柏林影展金熊奖。
由于他对女性和社会议题的关注，让他走出了与其他伊朗导演通俗路线不同的风格。
2018年，他憑藉《三張面孔》獲得了第71屆坎城影展最佳劇本獎，但他無法離開伊朗參加頒獎禮，因此由他的女兒Solmaz Panahi宣讀了他的聲明代表他領奬。
2025年，賈法·潘納希憑藉《普通事故》獲得第78屆坎城影展金棕櫚獎。

## 入狱
由于他拍摄的多部影片被伊朗政府禁止上映，使得他和当局的矛盾越来越多。他在伊朗绿色革命中支持改革派领袖穆薩維。他曾参加过在示威中遇害的伊朗16岁少女 Neda Agha-Soltan 的葬礼，并在之后遭到短暂拘留。
2010年3月1日，他与其他一些朋友一起被捕关押在埃溫監獄中；同年12月20日，他被以“危害国家安全”、“实施反对伊斯兰共和国的宣传”的罪名获刑六年，20年以内禁止制作或拍摄电影、编写剧本、接受任何媒体访问以及离开国境。
对于他的这项判决得到了许多人权组织、欧美国家的政府、伊朗和各国电影人的反对和批评。
2011年10月15日，德黑蘭法院判定將帕纳希軟禁，他被允許在國內自由移動，但被禁止出境。
2012年10月26日，帕纳希与伊朗女性人权律师纳斯林·索托德被欧洲议会授予萨哈罗夫奖，以表彰两人对抗压迫政权的勇气，欧盟外长凯瑟琳·艾什顿也呼吁伊朗政府遵守它所签定的各种国际条约，保障公民的合法权利。
2013年8月，伊朗總統哈桑·魯哈尼釋放了幾名知名的政治犯，包括和帕納希同樣獲得萨哈罗夫奖的伊朗女性人权律师纳斯林·索托德。
2022年7月21日，伊朗司法部宣布已經將帕納希重新送往監獄，繼續服2010年判處的6年有期徒刑。

## 电影作品
| 长片     | 长片                    | 长片            | 长片                                                                              | 长片                                     |
| 年份     | 中文片名                | 原始片名        | 主演                                                                              | 备注                                     |
| -------- | ----------------------- | --------------- | --------------------------------------------------------------------------------- | ---------------------------------------- |
| 1995     | 白氣球                  | بادکنک سفيد     | 艾達·穆罕默德哈尼、Mohsen Kafili、佛瑞絲黛·莎德·歐拉菲                            | 与阿巴斯·基阿魯斯塔米联合编剧            |
| 1997     | 誰能帶我回家            | آینه            | Mina Mohammadkhani、Kazem Mojdehi、Naser Omuni、賈法·潘納希                       |                                          |
| 2000     | 生命的圆圈              | دایره           | Nargess Mamizadeh、佛瑞絲黛·莎德·歐拉菲、法特梅·納加維、Mojgan Faramarzi          | 与坎布茲亞·帕多維联合编剧，伊朗禁片      |
| 2003     | 血染的黃金              | سرخ طلای        | Hossain Emadeddin, Kamyar Sheisi, Azita Rayeji                                    | 与阿巴斯·基阿魯斯塔米联合编剧，伊朗禁片  |
| 2006     | 花樣足球少女            | آفساید          | Shima Mobarak-Shahi、Safar Samandar、Shayesteh Irani、Ayda Sadeqi、Golnaz Farmani | 与 Shadmehr Rastin 联合编剧，伊朗禁片    |
| 2011     | 这不是一部电影          | نیست فیلم این   | 賈法·潘納希、Mojtaba Mirtahmasb                                                   | 与 Mojtaba Mirtahmasb 联合导演，伊朗禁片 |
| 2013     | 好戲不散場              | پرده            | 賈法·潘納希、坎布茲亞·帕多維                                                      | 与坎布茲亞·帕多維联合导演，伊朗禁片      |
| 2015     | 計程人生                | تاکسی           | 賈法·潘納希                                                                       | 伊朗禁片                                 |
| 2018     | 三張面孔                | رخ سه           | Behnaz Jafari、贾法尔·帕纳希（飾演自己）、Marziyeh Rezaei、Maedeh Erteghaei       |                                          |
| 2022     | 這裡沒有熊              | خرس نیست        | Naser Hashemi、Vahid Mobsari、贾法尔·帕纳希（飾演自己）                           |                                          |
| 2025     | 只是一場意外            | یک تصادف ساده   |                                                                                   |                                          |
| 短片     |                         |                 |                                                                                   |                                          |
| 年份     | 片名                    | 原始片名        | 备注                                                                              |                                          |
| 1988     | The Wounded Heads       | Yarali Bashlar  | 记录片                                                                            |                                          |
| 1991     | Kish                    |                 | 记录片                                                                            |                                          |
| 1992     | The Friend              | Doust           |                                                                                   |                                          |
| 1992     | The Last Exam           | Akharin Emtehan |                                                                                   |                                          |
| 1993     | A Second Look           | Negah-E Dovom   | 记录片                                                                            |                                          |
| 1997     | Ardekoul                |                 | 记录片                                                                            |                                          |
| 2007     | Untying the Knot        |                 | 選集電影Persian Carpet的一部分                                                    |                                          |
| 2010     | The Accordian           |                 | 為世界藝術組織拍攝的THEN AND NOW Beyond Borders and Differences電影系列的一部分   |                                          |
| 其他作品 |                         |                 |                                                                                   |                                          |
| 年份     | 片名                    | 职务            | 导演                                                                              |                                          |
| 1991     | The Fish                | 助理导演        | 坎布茲亞·帕多維                                                                   |                                          |
| 1994     | Through the Olive Trees | 助理导演、演员  | 阿巴斯·基阿魯斯塔米                                                               |                                          |
| 1997     | Traveler from the South | 剪接师          | 帕維茲·沙巴齊                                                                     |                                          |
| 2005     | Verdict                 | 剪接师          | 馬蘇德·基米亞                                                                     |                                          |
| 2005     | 跨越边界的咖啡馆        | 剪接师          | 坎布茲亞·帕多維                                                                   |                                          |
| 2009     | The White Meadows       | 剪接师          | 穆罕默德·拉素羅夫                                                                 |                                          |

## 奖项与荣誉
- 坎城影展金摄影机奖——《白氣球（波斯語：بادکنک سفید）》（1995）
- 盧卡諾影展金豹獎——《誰能帶我回家（波斯語：آینه (فیلم ۱۳۷۶)）》（1997）
- 威尼斯影展金狮奖——《生命的圆圈》（2000）
- 坎城影展一種注目评审团奖——《血染的黃金》（2003）[16]
- 柏林影展最佳导演银熊奖——《花樣足球少女》（2006）
- 瓦尔迪维亚国际电影节（西班牙语：Festival Internacional de Cine de Valdivia）终身成就奖（2007）
- HIVOS Cinema Unlimited Award（2007）
- 坎城影展金馬車獎（法语：Carrosse d'or）——《这不是一部电影（波斯語：این فیلم نیست）（2011）
- 沙卡洛夫獎（2012）
- 柏林影展最佳劇本銀熊獎——《好戲不散場（波斯語：پرده (فیلم)）》（2013）
- 柏林影展金熊奖——《計程人生》（2015）
- 坎城影展最佳劇本獎——《三張臉孔（波斯語：سه‌رخ）》（2018）
- 威尼斯影展評審團特別獎——《前方没有熊（英语：No Bears）》（2022）
- 坎城影展金棕櫚獎——《普通事故》（2025）

## 影展活动
他曾担任过许多电影节的评委:
- 蒙特利爾世界電影節评审团主席 (2009)
- 鹿特丹电影节评审团主席 (2008)
- 喀拉拉国际电影节评审团主席 (2007)
- 国际欧亚电影节 (2007)
- 卡罗维发利电影节 (2001)

## 深度了解
- Dönmez-Colin, Gönül. Cinemas of the other: a personal journey with filmmakers from the Middle East and Central Asia. Intellect Books, Bristol, UK, 2006. ISBN 1-84150-143-3, pp. 90–96.
- Dabashi, Hamid, Masters & Masterpieces of Iranian Cinema, Mage Publishers (15 May 2007) ISBN 0-934211-85-X
- Stone, Judy. Eye on the World: Conversations with International Filmmakers. Silman-James Press, Los Angeles, 1997, ISBN 1-879505-36-3, pp. 385–387.